# FC Merw Mary
El Merw Mary es un equipo de fútbol de Turkmenistán que juega en la Ýokary Liga, la liga de fútbol más importante del país.

## Historia
Fue fundado en el año 1991 en la ciudad de Mary luego de la Independencia de la Unión Soviética y nunca ha sido campeón de liga en su historia, aunque sí ha sido campeón de Copa en 2 ocasiones en 5 finales jugadas y ha ganado la Supercopa en 1 oportunidad en 2 finales jugadas.
A nivel internacional ha participado en 2 torneos continentales, donde su mejor participación ha sido en la Copa de la AFC del año 2006, donde fue eliminado en la fase de grupos por el Dempo SC de la India y el Al-Nasr Salalah de Omán.

## Palmarés
- Copa de Turkmenistán: 2

2005, 2008
- - Finalista: 3

1993, 2007, 2009
- Supercopa de Turkmenistán: 1

2008
- - Finalista: 1

2005

## Participación en competiciones de la AFC
- Copa de la AFC: 1 aparición

2006 - Fase de grupos
- Recopa de la AFC: 1 aparición

1995 - Ronda preliminar

## Entrenadores desde el 2005
- Murad Bayramow (2005-06)
- Merdan Nursahatow (2006-??)
- Rahim Kurbanmamedov (2009-)